# Стабилизационна политика
Стабилизационна политика е пакет или набор от мерки, въведени за стабилизиране на финансова система или икономика. Терминът може да се отнася до политики в два различни типа ситуации: стабилизиране на бизнес цикъла и кризисно стабилизиране.
Стабилизацията може да се отнася до коригиране към нормално поведение на бизнес цикъла.
Терминът също така може да се отнася до мерки, предприети за разрешаване на специфични икономически кризи, например кризи на нивата при валутен обмен или при резки понижения на фондовия пазар с цел да се предотврати развитието в икономиката на рецесия или инфлация.
|  | Тази страница частично или изцяло представлява превод на страницата Stabilization policy в Уикипедия на английски. Оригиналният текст, както и този превод, са защитени от Лиценза „Криейтив Комънс – Признание – Споделяне на споделеното“, а за съдържание, създадено преди юни 2009 година – от Лиценза за свободна документация на ГНУ. Прегледайте историята на редакциите на оригиналната страница, както и на преводната страница, за да видите списъка на съавторите. ВАЖНО: Този шаблон се отнася единствено до авторските права върху съдържанието на статията. Добавянето му не отменя изискването да се посочват конкретни източници на твърденията, които да бъдат благонадеждни. |